# Ředkevník galský
Ředkevník galský (Erucastrum gallicum) je žlutě kvetoucí planě rostoucí rostlina, druh rodu ředkevník. V České republice je považován za polní plevel rostoucí hlavně v okopaninách a kukuřici a bývá i huben.

## Rozšíření
Původně západoevropský a jihoevropský druh který se druhotně rozšířil téměř do celé Evropy, včetně evropské části Ruska. Dále byl zavlečen také do velké části Severní Americe a místně i do Karibiku. V Česku je tento nepůvodní druh, (poprvé byl zaznamenán v roce 1867) považován za zdomácnělý neofyt.
Vyrůstá na přirozených a také na lidskou činností ovlivněných místech. Roste na polích, vinicích a v zelinářských zahradách stejně jako na rumištích a nejrůznějších skládkách, na okrajích cest nebo železničních náspech. Vyskytuje se hlavně na vápnitých půdách, nejlépe mu vyhovují kypřené písčité a skeletové se středním i vysokým obsahem humusu, spokojuje se také s půdami aluviálními nebo jílovitými. V ČR se nejčastěji nachází v teplejších územích jako Polabí a Haná, do vyšších poloh bývá jen krátkodobě zavlékán. V oblastech kde má pro růst příznivé podmínky a není tam ničen se dále rozšiřuje.

## Popis
Jednoletá nebo ozimá rostlina s přímou nebo vystoupavou lodyhou, vysokou 20 až 70 cm, která vyrůstá s tenkého vřetenovitého kořene. Jednoduchá nebo častěji rozvětvená lodyha je po celé délce porostlá přitisknutými, směrem dolů směřujícími jednoduchými chlupy. Krátce řapíkaté, chlupaté lodyžní listy vyrůstají střídavě, bývající až 20 cm dlouhé, jsou hluboce laločnaté, peřenodílné až peřenosečné, mívají 3 až 10 segmentů uspořádaných nepravidelně po obou stranách osy čepele, spodní úkrojky lodyhu neobjímají. Směrem vzhůru se listy zmenšují a přecházejí do menších listenů podobných tvarů.
Nevonné květy na stopkách až 10 mm dlouhých vytvářejí v počtu 20 až 40 poměrně řídký terminální hrozen s chlupatým vřetenem prodlužujícím se při tvorbě plodů; spodní květy hroznu vyrůstají z paždí peřenodílných listenů. Skoro uzavřený kalich je tvořen vzpřímenými kališní lístky, v horní části chlupatými, které jsou 3 až 5 mm dlouhé. Koruna je bledožlutá či bělavá, někdy se zelenými žilkami, s lístky dlouhými 6 až 8 mm. Delší ze šesti čtyřmocných tyčinek jsou přitisklé ke čnělce. Kvetou od května až do října, opylovány bývají hmyzem nebo dochází k samoopylení.
Plody jsou válcovité pukavé šešule 30 až 40 mm dlouhé bez gynoforu a se zřetelným úzkým bezsemenným zobánkem. Vyrůstají na tenkých vzpřímeně odstálých stopkách, mají jednožilné nahoře mělce vykrojené chlopně a v každém pouzdře jednu řadu semen. Červenohnědá, trochu stlačená semena jsou asi 1,3 mm dlouhá a 0,7 mm široká, jejich hmotnost tisíce semen je 0,36 gramů.

## Taxonomie
Ředkevník galský je považován za allopolyploidní nebo amphidiploidní taxon (n = 7 + 8). Jeho pravděpodobnými rodiči jsou ředkevník potočnicolistý (Erucastrum nasturtiifolium) (n = 8) a křez erukovitý (Diplotaxis erucoides) ( n = 7), oba mají podobné rozšíření v jihozápadním Středomoří.

## Rozmnožování
Rozmnožuje se výhradně semeny která sice klíčí nepravidelně, ale podržují si klíčivost po více než 3 roky. Neklíčí brzy z jara protože potřebuje k vyklíčení teplo, ale následně se rychle rozrůstá a pak je již vůči chladu odolný, může kvést do pozdního podzimu. Rostlina je schopna vytvořit i deset tisíc semen, ta obvykle dozrávají v druhé půli léta a většinou vypadají v blízkosti mateřské rostliny odkud jsou nejčastěji roznášena větrem, vodou nebo lidskou činností. Část semen vyklíčí ještě na podzim a mladé rostlinky v teplejších oblastech nebo za mírné zimy přezimují, pak rozkvétají výrazně dříve. V citelně chladnějších místech bývá ředkevník galský jednoletý.